# Tom Wlaschiha
Thomas "Tom" Wlaschiha (Dohna, Sajonia; 20 de junio de 1973) es un actor alemán, más conocido por su papel principal en la serie Crossing Lines como el comisario Sebastian Berger y como Jaqen H'ghar en la serie Game of Thrones.

## Biografía
Wlaschiha habla cinco idiomas: alemán, inglés, francés, ruso e italiano.
En 1992 se unió al "University of Music and Theatre Leipzig" en donde se entrenó en actuación hasta 1996.
En 1994 asistió al "Conservatoire pour les Arts Liège".

## Trayectoria
En el 2000 se unió al elenco de la serie alemana Die Rettungsflieger como el sargento Torsten Biedenstedt, donde estuvo hasta el 2004.
En el 2011 obtuvo un papel secundario en la película Anonymous donde interpretó al capitán de la guardia. 
Un año después en el 2012 se unió al elenco recurrente de la segunda temporada de la serie Game of Thrones donde interpretó al asesino Jaqen H'ghar.
En el 2013 apareció en la película Rush donde interpretó a Harald Ertl, un piloto de automovilismo de velocidad austriaco.
Ese mismo año se unió al elenco principal de la nueva serie Crossing Lines donde interpreta al comisario Sebastián Berger, un investigador y especialista en tecnología de Alemania, hasta ahora.
En el 2015 apareció como invitado en la serie Tatort donde dio vida a Thorsten Rausch durante el episodio "Borowski und die Kinder von Gaarden", anteriormente había aparecido por primera vez en la serie en el 2000 donde interpretó a Lars Kante en el episodio "Das letzte Rodeo".
El 28 de junio de 2017 se anunció que se había unido al elenco principal de la nueva serie dramática The Deep Mad Dark donde dará vida a Joda.
En el 2019 apareció en la serie televisiva de Jack Ryan en el papel de Max Schenkel.
En 2022 aparece en la temporada 4 de Stranger Things como Dmitri Antonov, también conocido como Enzo, un guardia penitenciario ruso.
También le da voz a Buzz Lightyear en la película Lightyear en la versión alemana.

## Filmografía

### Series de televisión
| Año               | Título                                   | Personaje                 | Notas                                          |
| ----------------- | ---------------------------------------- | ------------------------- | ---------------------------------------------- |
| 2022              | Stranger Things                          | Dmitri “Enzo” Antonov     | 8 episodios                                    |
| 2019              | Jack Ryan                                | Max Schenkel              | 4 episodios                                    |
| 2018 - presente   | Das Boot                                 | Hagen Forster             | 20 episodios                                   |
| 2017              | The Deep Mad Dark                        | Joda                      |                                                |
| 2017              | Maigret                                  | Carl Anderson             | episodio Night at the Crossroads               |
| 2017 - presente   | Dengler - Die schützende Hand            | Marius Brauer             | miniserie                                      |
| 2012, 2015 - 2016 | Game of Thrones                          | Jaqen H'ghar              | 17 episodios                                   |
| 2013 - 2015       | Crossing Lines                           | Comis. Sebastián Berger   | 34 episodios                                   |
| 2015              | Tatort                                   | Thorsten Rausch           | episodio "Borowski und die Kinder von Gaarden" |
| 2014              | Borgia                                   | Felipe I de Castilla      | episodio "1506"                                |
| 2013              | Agatha Christie's Poirot                 | Schwartz                  | episodio "The Labours of Hercules"             |
| 2012              | SOKO Leipzig                             | -                         | episodio "Junggesellinnenabschied"             |
| 2011              | SOKO Stuttgart                           | Benedikt Fahl             | episodio "Lavendeltod"                         |
| 2010              | The Sarah Jane Adventures                | Lt. Koenig                | 2 episodios                                    |
| 2010              | The Deep                                 | Arkady                    | 4 episodios - miniserie                        |
| 2010              | Der letzte Bulle                         | Markus Breckwoldt         | episodio "Überlebenstraining"                  |
| 2009              | Ihr Auftrag, Pater Castell               | Thomas Welz               | episodio "Der Schatz des Kaufmanns"            |
| 2009              | Eine für alle - Frauen können's besser   | Sebastián Vollenbrinck    | 7 episodios                                    |
| 2009              | Wilsberg                                 | Stefan Wehnert            | episodio "Der Mann am Fenster"                 |
| 2008              | Unschuldig                               | Endres                    | episodio "Große Fische"                        |
| 2008              | Spoons                                   | -                         | -                                              |
| 2004 - 2007       | In aller Freundschaft                    | Daniel Lohmann            | 3 episodios                                    |
| 2007              | Alarm für Cobra 11 - Die Autobahnpolizei | Nick Weiss                | episodio "Stunde der Wahrheit"                 |
| 2007              | GSG 9 - Die Elite Einheit                | Wetting                   | episodio "Abgewiesen"                          |
| 2006              | Zwei Engel für Amor                      | Sebastián                 | 2 episodios                                    |
| 2006              | SOKO Wismar                              | Jens Holling              | episodio "Halbe Volte"                         |
| 2006              | Unter den Linden - Das Haus Gravenhorst  | Hermann Pikeweit          | 13 episodios                                   |
| 2000 - 2004       | Die Rettungsflieger                      | Sgto. Torsten Biedenstedt | 14 episodios                                   |
| 2004              | Ein Fall für zwei                        | -                         | episodio "Mord aus Liebe"                      |
| 2003              | Hallo Robbie!                            | Horst                     | episodio "In letzter Sekunde"                  |
| 2003              | Küstenwache                              | Félix Kemper              | episodio "Entführung auf See"                  |
| 2003              | Im Namen des Gesetzes                    | Tobias Ording             | episodio "Todesspiel"                          |
| 2003              | Unser Charly                             | Richy                     | episodio "Charly sieht alles"                  |
| 2003              | Die Sitte                                | Bernd Horsten             | episodio "Auf gute Nachbarschaft"              |
| 2000              | Die Cleveren                             | Jochen                    | episodio "Der Rosenkavalier"                   |
| 1998              | Der Fahnder                              | Dieter Feldberg           | episodio "Direkt ins Herz"                     |
| 1997              | Mama ist unmöglich                       | Rico                      | episodio "Mama ahoi!"                          |
| 1996              | Wolkenstein                              | Kai                       | episodio "Verbotene Liebe"                     |
| 1995              | Stubbe - Von Fall zu Fall                | Koschi                    | episodio "Stubbes Erbschaft"                   |

### Películas
| Año  | Título                                        | Personaje                 | Notas                                                                                       |
| ---- | --------------------------------------------- | ------------------------- | ------------------------------------------------------------------------------------------- |
| 2022 | Lightyear (Vers. Alemana)                     | Buzz Lightyear            |                                                                                             |
| 2020 | La increíble historia de la Isla de las Rosas | Rudy Wolfgang Neumann     |                                                                                             |
| 2017 | Berlin Falling                                | Andreas                   | junto a Ken Duken, Marisa Leonie Bach, Kida Khodr Ramadan, Tim Wilde y Ricardo Ewert        |
| 2014 | Mr. Turner                                    | Príncipe Albert           | junto a Timothy Spall, Paul Jesson, Lesley Manville, Richard Bremmer & Dorothy Atkinson     |
| 2013 | Rush                                          | Harald Ertl               | junto a Chris Hemsworth, Daniel Brühl, Olivia Wilde, Alexandra Lara & Pierfrancesco Favino  |
| 2013 | Ohne Gnade                                    | Baboo                     | junto a Thomas Heinze, Jan Fedder & Gedeon Burkhard                                         |
| 2012 | Mann kann, Frau erst recht                    | Moritz Blank              | junto a Annika Ernst, Dominic Boeer, Marian Meder & Stephan Grossmann                       |
| 2012 | Frisch gepresst                               | Chris                     | junto a Diana Amft, Alexander Beyer & Sylvester Groth                                       |
| 2011 | Resistance                                    | Albrecht                  | junto a Michael Sheen, Andrea Riseborough, Iwan Rheon & Kimberley Nixon                     |
| 2011 | Anonymous                                     | Capitán de la Guardia     | junto a Rhys Ifans, Vanessa Redgrave, Sebastián Armesto, Rafe Spall & David Thewlis         |
| 2011 | Stilles Tal                                   | Olli Reschke              | junto a Wolfgang Stumph, Robert Atzorn, Ulrike Krumbiegel & Victoria Trauttmansdorff        |
| 2011 | Christopher and His Kind                      | Gerhardt Neddermayer      | junto a Matt Smith, Toby Jones, Douglas Booth, Iddo Goldberg y Lindsay Duncan               |
| 2008 | Valkyrie                                      | Oficial de Comunicaciones | junto a Tom Cruise, Kenneth Branagh, Bill Nighy, Tom Wilkinson & Thomas Kretschmann         |
| 2008 | Krabat                                        | Hanzo                     | junto a Daniel Brühl, Robert Stadlober, Paula Kalenberg & Otto Sander                       |
| 2008 | Brideshead Revisited                          | Jurt                      | junto a Emma Thompson, Michael Gambon, Matthew Goode, Ben Whishaw & Hayley Atwell           |
| 2008 | Die Gustloff                                  | Contramaestre             | junto a Kai Wiesinger, Valerie Niehaus, Karl Markovics & Francis Fulton-Smith               |
| 2007 | Fürchte dich nicht                            | Teniente Falk             | junto a Maria Simón, Justus von Dohnányi, Herbert Knaup & Matthias Brandt                   |
| 2007 | My Little Boy                                 | Wolfgang                  | corto - junto a André Röhner, Dominik Glaubitz & Hildegard Vom Schemm                       |
| 2006 | Die Wolke                                     | Hannes                    | junto a Paula Kalenberg, Franz Dinda, Jennifer Ulrich y Carina N. Wiese                     |
| 2006 | 16 Blocks                                     | Pasajero del Autobús      | junto a Bruce Willis, Mos Def, David Morse, Jenna Stern & Casey Sander                      |
| 2005 | Munich                                        | Miembro de las Noticias   | junto a Eric Bana, Daniel Craig, Ciarán Hinds, Mathieu Kassovitz & Geoffrey Rush            |
| 2005 | Icon                                          | Conductor del Mercedes    | junto a Patrick Swayze, Patrick Bergin, Michael York & Ben Cross                            |
| 2004 | Bergkristall                                  | Schafhirt Philipp         | junto a Dana Vávrová, Daniel Morgenroth, François Goeske & Katja Riemann                    |
| 2004 | Die Stunde der Offiziere                      | Cap. Axel von dem Bussche | junto a Harald Schrott, Bernhard Schütz, Klaus J. Behrendt, Florian Martens & Félix Eitner  |
| 2004 | Pura vida Ibiza                               | Félix                     | junto a Tom Gerhardt, Kristian Kiehling, Michael Krabbe, Julia Dietze & Niels-Bruno Schmidt |
| 2003 | Fast perfekt verlobt                          | Nikas Kollege             | junto a Maria Simón, André Röhner, Kristian Kiehling, Hans-Jörg Assmann & Numan Acar        |
| 2002 | Die Nacht, in der ganz ehrlich überhaupt...   | Stefan                    | junto a Florian Fitz, Julia Richter, Max Herbrechter & Sandra Leonhard                      |
| 2001 | Verliebte Jungs                               | Oliver                    | junto a Christian Näthe, Alexandra Neldel, Mathias Herrmann, Rolf Kanies & Scot Cooper      |
| 2001 | Enemy at the Gates                            | Soldado                   | junto a Jude Law, Ed Harris, Joseph Fiennes, Bob Hoskins & Ron Perlman                      |
| 2000 | No One Sleeps                                 | Stefan Hein               | junto a Irit Levi, Jim Thalman, Richard Conti & Robert Bustamante                           |
| 1999 | Ich wünsch Dir Liebe                          | Nachbar                   | junto a Dana Vávrová, Hardy Krüger Jr., Marianne Sägebrecht & Kurt Weinzierl                |

### Teatro
| Año  | Obra     | Personaje | Director (a) | Teatro | Notas |
| ---- | -------- | --------- | ------------ | ------ | ----- |
| 2007 | Frühling | Léhar     | -            | -      | -     |